# La Puebla de Valverde

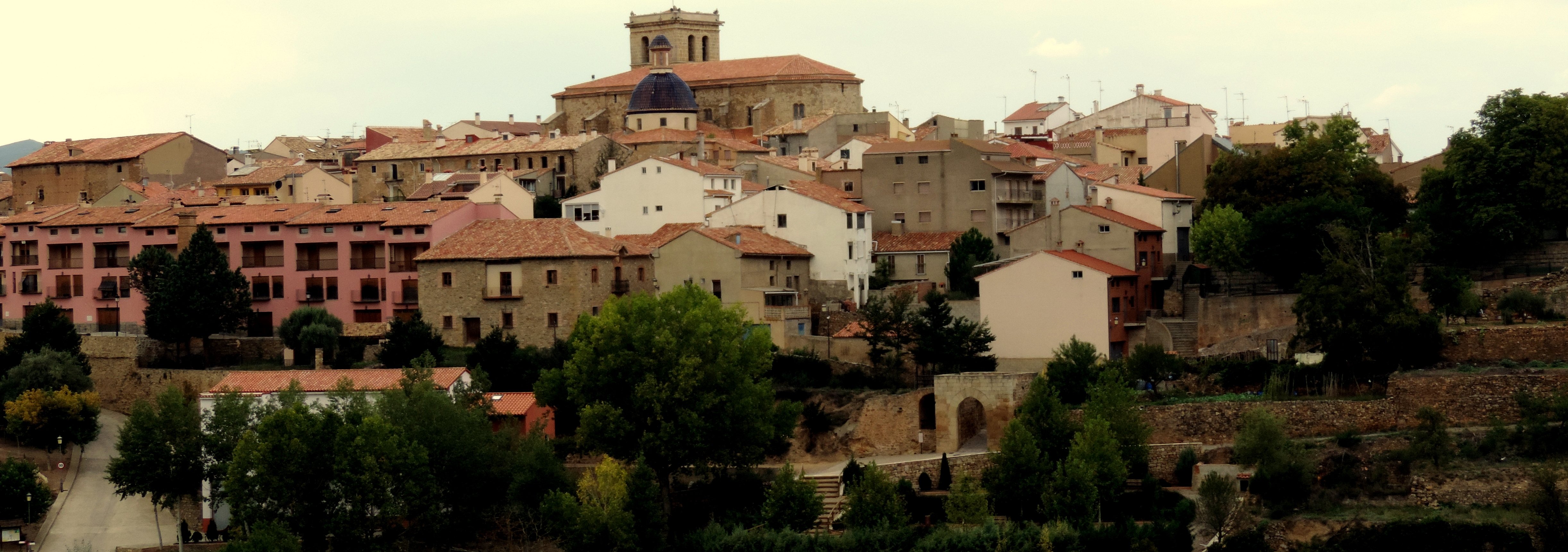

La Puebla de Valverde est une commune d’Espagne, dans la province de Teruel, communauté autonome d'Aragon, comarque de Gúdar-Javalambre
A 6 km de cette commune se trouve un élevage de 92 700 visons contaminés par la Covid en 2020. Le 22 mai 2020, sept ouvrier agricoles employés dans l’exploitation sont testés positifs.  L'exploitation est mise à l’isolement. Le 7 juillet 2020, 86% des visons sont testés positifs sur un échantillon de 90 visons. L'ordre est donné d'abattre tous les visons et de détruire leurs cadavres dans une usine de déchets.